# Ноази ле Гран
Ноази ле Гран (фр. Noisy-le-Grand) град је у Француској у Париском региону, у департману Сена-Сен Дени.
По подацима из 2006. године број становника у месту је био 61.341.

## Демографија
| 1962.  | 1968.  | 1975.  | 1982.  | 1990.  | 1999.  | 2006.  | 2011.  |
| ------ | ------ | ------ | ------ | ------ | ------ | ------ | ------ |
| 16.813 | 25.440 | 26.662 | 40.585 | 54.032 | 58.217 | 61.341 | 62.970 |